# Shelun-Schule
Die Shelun-Schule (chinesisch 摄论宗, Pinyin Shèlùn zōng, W.-G. She-lun tsung) oder Samgraha-Schule (Sanskrit Saṃgrāha) war eine Richtung des chinesischen Buddhismus (Hanchuan Fojiao) der Mahayana-Tradition. Sie beruht auf dem von dem indischen Mönch Paramārtha (alias Zhendi; 500–569) im Jahr 563 übersetzten Mahāyāna-samgraha-śāstra (chinesisch She dacheng lun 攝大乗論/摄大乘论).